# 2019年加蓬未遂政變
2019年1月7日當地時間清晨5時半，加蓬軍隊的三名士兵宣布發動軍事政變。據BBC報導，總統阿里·邦戈·翁丁巴在此以前已被趕下台，但政府沒有證實有關消息。軍方發言人暨加蓬國防及安全部隊之愛國運動領導人－陸軍中尉凱利·翁多·奧比昂在官方電台中表示其和其支持者及盟友對於總統翁丁巴的跨年日全國演說感到不滿，批評總統「努力不懈的攀附權力」，且懷疑翁丁巴有沒有能力繼續擔任總統一職。
奧比昂表示政變是針對在2016年總統選舉時殺害同胞的當權者。奧比昂又宣稱他們正成立「國家重整委員會」，希望恢復加蓬國內的民主制度，並呼籲民眾起義對抗政府，控制主要幹道。
政變發生後，坦克車進駐首都利伯維爾，電台附近傳出槍聲，全國的網絡服務亦被中斷三小時，並且實施宵禁。
六小時後，政變宣佈失敗，政府已經控制局勢，反抗的士兵被捕。
據報患重病的總統翁丁巴已經離國兩個月，政變發動之時仍然身處摩洛哥接受治療。

## 外部連結
- Gabon: apparente tentative de coup d'Etat en l'absence du président convalescent（页面存档备份，存于） （法文）